# Estação de arte rupestre de Molelinhos
A Estação de arte rupestre de Molelinhos, também referida como Gravuras rupestres de Molelinhos, é um conjunto arqueológico localizado na freguesia de Molelos, no município de Tondela, em Portugal.
Está classificada como Imóvel de Interesse Público desde 1992.

## Descrição
Trata-se de um conjunto de seis paineis de arte rupestre em cerca de 500 metros quadrados de afloramento xistoso.
Ficam na margem direita do Rio da Carvalha, a cerca de 300 metros do local onde as águas deste rio se juntam às do Rio Criz.
As gravuras foram feitas entre o final da Idade do Bronze e o início da II Idade do Ferro.
Infelizmente algumas dos painéis xistosos foram vandalizados, embora ainda permaneçam muitos em bom estado.